# Mokronos Górny (przystanek kolejowy)
Mokronos Górny – przystanek kolejowy w Mokronosie Górnym w województwie dolnośląskim.
We wrześniu 2018 r. podpisano umowę na budowę przystanku w formie dwóch jednokrawędziowych peronów zlokalizowanych przy al. Konwaliowej w Mokronosie Górnym. Planowany termin oddania inwestycji do użytku określono na 2019 r., a jej koszt na 3,5 mln zł. Jako oficjalną datę uruchomienia przystanku wskazano 15 grudnia 2019 r.

## Ruch pasażerski
| Rok  | Wymiana pasażerska na dobę |
| ---- | -------------------------- |
| 2017 | –                          |
| 2022 | 700-999                    |